# Llengües de Guinea Bissau
Aquest és un article sobre les llengües de Guinea Bissau. El portuguès és l'única llengua oficial de Guinea Bissau, que és l'idioma usat per l'administració del país des dels temps que a Guinea Bissau era colònia portuguesa. Guinea Bissau és un membre de ple dret de la Comunitat de Països de Llengua Portuguesa (CPLP).

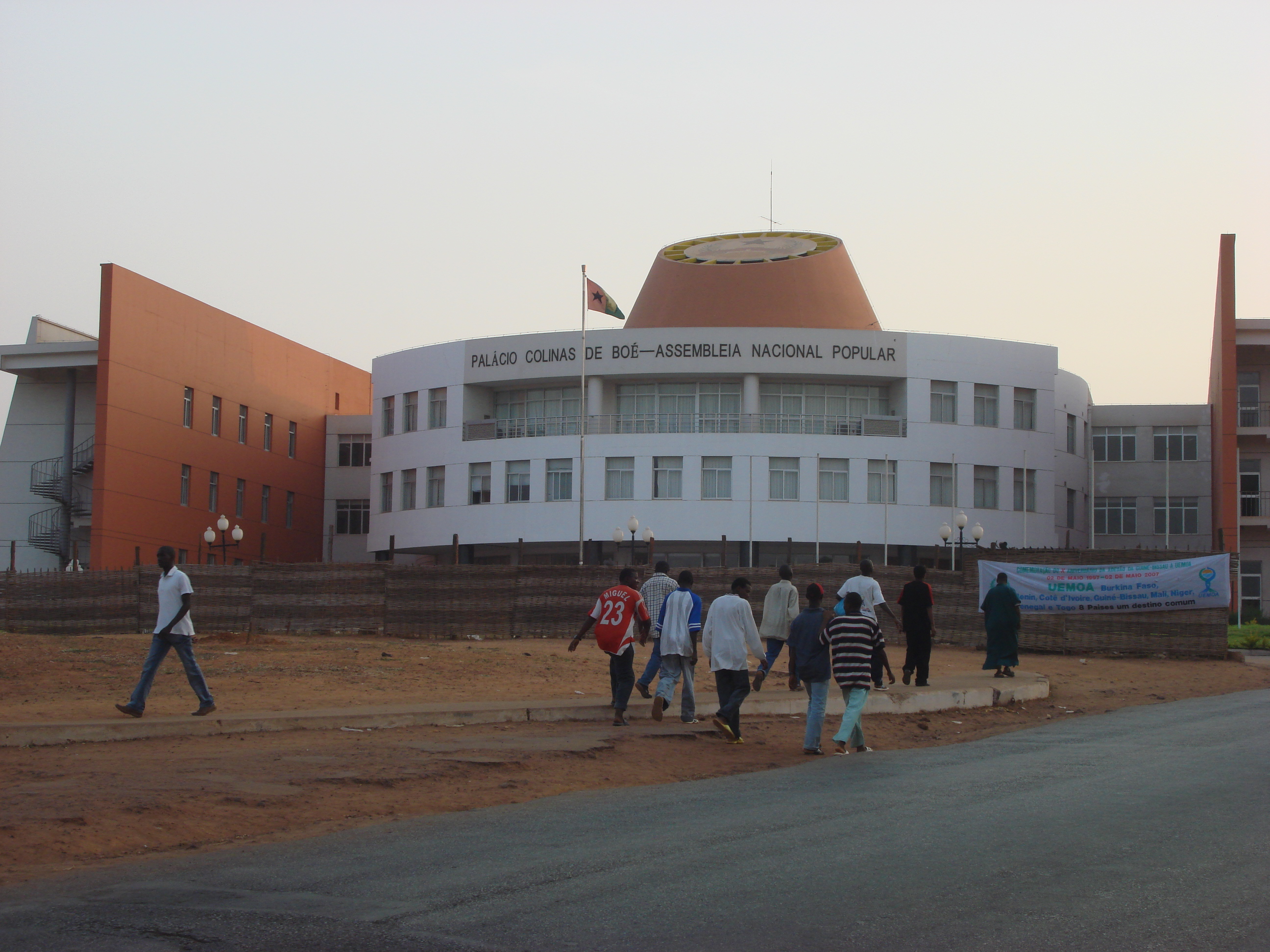
L'Assemblea Nacional com és escrita en portuguès.

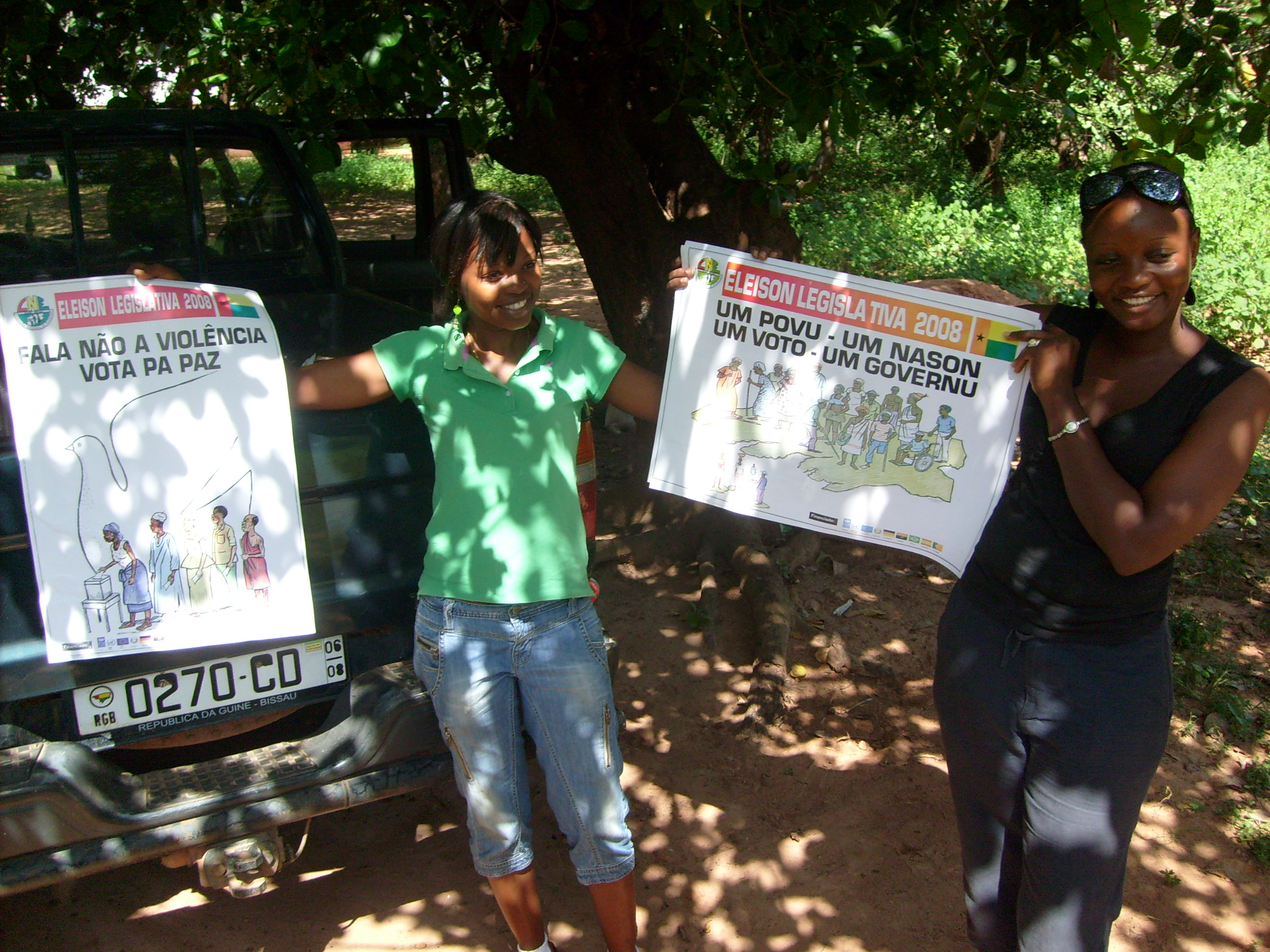
Electors amb cartells escrits en Kriol per la campanya de les eleccions legislatives de Guinea Bissau de 2008, a Regió de Biombo.

En 1983 el 44% dels guineans parlaven el crioll de Guinea Bissau, un crioll portuguès, l'11% parlava el portuguès i la resta diverses llengües africanes. Actualment hi ha estimacions que apunten que prop del 15% dels guineans parlen portuguès (no obstant això, no hi ha investigacions més recents sobre aquest afer) i el crioll és la lingua franca de Guinea Bissau parlat per prop del 70% de la població total del país.

## El portuguès a Guinea Bissau
La presència del portuguès al país encara no està consolidada, perquè només una petita part de la població guineana tenir el portuguès com a llengua materna i menys del 15% té un domini acceptable del portuguès. La zona lusòfona del país correspon a l'espai geogràfic conegut com "a praça", que representa la zona cèntrica i comercial de la capital, Bissau.
Com que és la llengua oficial de Guinea Bissau, el portuguès és la llengua d'ensenyament a les escoles. És també l'idioma de la producció literària, de la premsa escrita, de la legislació i administració. Tot està escrit en llengua portuguesa, però una part aclaparadora de la població no domina la llengua. Els nens guineans són alfabetitzats en una llengua que no escolten, ni a casa ni al carrer, al país pràcticament només és possible comunicar-se en portuguès amb l'elit política i intel·lectual.
La situació s'agreuja encara més a causa del fet que Guinea Bissau és un país enclavat entre països francòfons i amb una gran comunitat immigrant oriünda del Senegal i de la Guinea (també coneguda com a Guinea Conakry). A causa de l'obertura a la integració subregional i de la gran participació dels immigrants francòfons en el comerç, existeix actualment una gran tendència que la població utilitzi i aprengui més el francès del que el portuguès. Hi ha fonts que defensen que, actualment, el francès ja és la segona llengua més parlada en el país, després del crioll.

## Crioll de Guinea Bissau
El Crioll de Guinea Bissau, també conegut per guineà o kriol és la llengua nacional de Guinea Bissau, és una llengua criolla de base portuguesa. Aquest crioll va tenir un paper important en la formació de la identitat nacional. És la llengua vehicular i d'unitat nacional, no posseeix estatut oficial, cohabita en situació de triglòssia o de diglòssies sobreposades, amb el portuguès, l'idioma oficial, i les més de dues desenes de llengües africanes nigerocongoleses que constitueixen les llengües maternes de la gran majoria de la població del país. El crioll de Guinea Bissau té dos dialetes, el de Bissau i el de Cacheu, al nord del país. Prop de 160.000 persones parlen crioll com a primera llengua a Guinea Bissau i més de 600.000 com a segona llengua.

## Llengües africanes
| Nom               | Lloc on és parlada                                                                                        | Nom alternatiu |
| ----------------- | --- | --- |
| Badjara           | Corba Nord-est del país                                                                                   | Badyara, Badian, Badyaranke, Pajade, Pajadinca, Pajadinka, Gola i Bigola |
| Bainouk – Gunyuño | Sud del riu Casamance                                                                                     | Banyum, Banyun, Bagnoun, Banhum, Bainuk, Banyung, Elomay i Elunay |
| Balanta-Kentohe   | Al país                                                                                                   | Balanta, Balant, Balante, Balanda, Ballante, Bellante, Bulanda, Brassa, Alante e Frase. Dialetos: Fora, Kantohe (Kentohe, Queutohe), Naga i Mane                                                                              |
| Basari            | Nord-est del país                                                                                         | Onian, Ayan, Biyan, Wo i Bassari |
| Bayot             | Nord-oest del país                                                                                        | Bayote, Baiot i Bayotte |
| Biafada           | Sud Central, Nord de Nalu                                                                                 | Beafada, Bafar, Bidyola, Bedfola, Dfola i Fada |
| Bidyogo           | Roxa i Illes Bijagós                                                                                      | Bijago, Bijogo, Bijougot, Budjago, Bugago i Bijuga |
| Ejamat            | Al país                                                                                                   | Ediamat, Fulup, Feloup, Felup, Felupe, Floup i Flup |
| Kasanga           | Sobreviu a Felupe, a Nord-oest, a una àrea fronterera escassament poblada                                 | Cassanga, Kassanga, I-Hadja i Haal |
| Kobiana           | Al país                                                                                                   | |
| Malinke           | Centre-Nord, Centre i Nord-este                                                                           | Mandinga, Mandingue, Mandingo, Mandinque i Manding |
| Mandjak           | La meitat parlen el dialecte central, el 25% parlen dialectes que són no són intel·ligibles amb el primer | Mandjaque, Manjaca, Manjaco, Manjiak, Mandyak, Manjaku, Manjack, Ndyak, Mendyako i Kanyop. Dialetos: Bok (Babok, Sarar, Teixeira Pinto i Tsaam), Likes-Utsia (Baraa i Kalkus), Cur (Churu), Lund, Yu (Pecixe, Siis i Pulhilh) |
| Mankanya          | Al país                                                                                                   | Mankanha, Mancanha, Mancangne, Mancang e Bola. Dialetos: Burama (Bulama, Buram i Brame), i Shadal (Sadar) |
| Mansoanka         | Al país                                                                                                   | Mansoanca, Maswanka, Sua, Kunant i Kunante |
| Nalu              | Sud-oest, per la costa                                                                                    | Nalou |
| Papel             | Al país                                                                                                   | Pepel, Papei, Moium i Oium |
| Pulaar            | Centre Nord i Nord-est del país                                                                           | Fulfulde-Pulaar, Pulaar Fulfulde, Peul e Peulh. Dialectes: Fulacunda (Fulakunda, Fulkunda, Fula Preto e Fula Forro) |
| Soninke           | Al país                                                                                                   | Sarakole i Marka. Dialectes: Azer (Adjer, Aser, Ajer, Masiin i Taghdansh) |

## El francès a Guinea Bissau
El francès és la principal llengua estrangera parlada a Guinea Bissau, que actualment ja s'ensenya a les escoles. El país és envoltat per nacions de llengua francesa (Senegal i Guinea), a més de ser membre de la Francofonia.